# Contra Jimmy el "Cachondo"
Contra Jimmy el "Cachondo" es una historieta de la serie Mortadelo y Filemón creada por el historietista español Francisco Ibáñez. Se publicó en diciembre de 2014.

## Trayectoria editorial
Formato álbum completo, nº166 de la colección "Magos del Humor", en diciembre de 2014

## Argumento
Mortadelo y Filemón deben detener a Jimmy "El Cachondo", un maleante que ha logrado sustraer con facilidad la caja fuerte de El "Súper", que contiene documentos de suma importancia de T.I.A. 
Para esta tarea, deberán colaborar con "El Tronchamulas", un gigantesco y violento criminal fugado que tiene especial aversión por Filemón, quien logró detenerle en su momento. El Profesor Bacterio empleará un dardo de su invención para tratar de calmar sus ansias hostiles, con resultados insospechados. Rompetechos también intervendrá para "ayudar" a los agentes.

## Comentarios
Es la adaptación de Ibáñez, en lápiz y viñeta, de la película homónima de animación en 3D de los personajes, dirigida por Javier Fesser, que se estrenó días antes que el álbum. La historieta sigue una línea distinta a los acontecimientos del largometraje, aunque tiene muchas referencias e ideas obtenidas del mismo.
El final del cómic recuerda la historieta ¡A la caza del cuadro!, ya que se piensan que el documento es importante pero en realidad es una receta de cocina.